# Theodor Heuss
Theodor Heuss (Brackenheim (Württemberg), 31 januari 1884 – Stuttgart, 12 december 1963) was een Duits politicus en de eerste president van de Bondsrepubliek Duitsland (1949-1959).
Heuss studeerde rechten en kunstgeschiedenis in München en Berlijn. In 1908 huwde hij met Elly Knapp, met wie hij één zoon kreeg. Na zijn studies werkte hij een tijdlang als journalist. In 1918 trad Heuss toe tot de liberale Deutsche Demokratische Partij en was lid van de Rijksdag van 1924 tot 1928 en van 1930 tot 1933.
In zijn in 1931 verschenen boek “Hitlers Weg” analyseerde hij treffend Hitlers taktiek om via de legale weg aan de macht te komen en voorspelde correct wat er zou gebeuren als hem dit inderdaad zou lukken.
In 1933 stemde Heuss desondanks samen met de rest van de DDP-fractie voor de Ermächtigungsgesetz die Adolf Hitler bijna dictatoriale volmachten gaf. Op het einde van zijn termijn trad Heuss terug uit de politiek. Hij bleef contact houden met de liberale geestesgenoten, maar trad nooit toe tot het verzet.
Na de Tweede Wereldoorlog was Heuss de eerste minister van Cultuur in de deelstaat Baden-Württemberg. In december 1948 werd hij de eerste voorzitter van de Freie Demokratische Partei (FDP). Hij was tevens lid van de Parlementaire Raad die de grondwet van de Bondsrepubliek ontwierp.
Na in mei 1949 verkozen te zijn in de eerste Bondsdag, werd hij in september van dat jaar verkozen tot de eerste bondspresident. In 1954 werd hij zonder tegenstand herkozen. Hij trad af in 1959.
Heuss drukte zijn stempel op het ambt van president door zijn politiek neutrale houding. Zijn buitenlandse staatsbezoeken droegen sterk bij tot de internationale status van de Bondsrepubliek. Hij werkte uitstekend samen met kanselier Konrad Adenauer, met wie hij nauw bevriend geraakte. Hem is verweten dat hij zich inzette voor de vervroegde vrijlating van langgestrafte oorlogsmisdadigers, onder wie Martin Sandberger.
Na zijn aftreden kreeg Heuss verschillende prestigieuze nationale en internationale prijzen. In zijn voormalig woonhuis te Stuttgart is een museum gevestigd dat aan hem is gewijd, het dr. Theodor Heuss-Haus.